# Siloam
Siloam (anche Siloe, in arabo سلوان Silwan, in ebraico כְּפַר הַשִּׁילוֹחַ Kefar ha-Shiloaḥ) è un quartiere prevalentemente palestinese alla periferia sud-est della città di Gerusalemme.
All'interno del tunnel di Ezechia è stata ritrovata nel 1880 la cosiddetta iscrizione di Siloam, un testo epigrafico che commemora la costruzione del tunnel nell'VIII secolo a.C., ed è tra le più antiche di questo tipo scritte in alfabeto paleo-ebraico.